# الساحل الشمالي (المغرب)
الساحل الشمالي هي جماعة قروية ضمن عمالة طنجة أصيلة شمال المملكة المغربية. و تقع ضمن قيادة الساحل الشمالي التابعة لدائرة أصيلة . تحدها شمالا الجماعة القروية الخلوة و مدينة أصيلة و غربا المحيط الأطلسي و جنوبا الجماعتين القرويتين : الساحل وريصانة الشمالية و شرقا الجماعة القروية سيدي اليماني . ما يعادل مساحة تقدر ب 110 كلم مربع . تأوي جماعة الساحل الشمالي 5.118 نسمة حسب توقعات سنة 2013 .

## التسمية
تعود تسمية الساحل الشمالي إلى فرقة الساحل الشمالي المنتمية لقبيلة الساحل . و هي إحدى فرقتي هذه القبيلة : الساحل الشمالي و الساحل الجنوبي . و قد أطلق البرتغاليون على هذه المنطقة تسمية حوز أصيلة الجنوبي ، نظرا لتواجدها على الأحواز الجنوبية لمدينة أصيلة .

## المداشر و القرى
تتكون الجماعة من 13 مدشرا مختلف الحجم هي :
بني مالك - بني مسلم - بني ونين - بوفراح- تندافل - حسناوة - الحومر - دشر غانم - دشر قلال - الدمينة - رهونة - العقبة - مجلاو (المركز) .

## الجغرافيا
الساحل الشمالي عبارة عن شريط ساحلي يمتد من مدينة أصيلة إلى مصب نهر النخلة على مساحة 80 كيلومتر مربع ، فهي منطقة تتكون من جزئين منفصلين : الأول سهلي يتكون من الشواطئ الرملية و حيز ضيق على طول هذه السواحل . و الثاني عبارة عن هضبة مرتفعة بعلو أزيد من 100 متر عن سطح البحر ، تتخللها بعض التلال المتناثرة و التي تتجمع بشكل خاص في المنطقة الشرقية ، و تتواجد أعلى نقطة بالجماعة بتلة ظهر بو حصار عند مدشر بني مسلم بارتفاع 218 متر . و يصل معدل الارتفاع إلى 122 متر ، و يتراوح بين 0 عند الشاطئ و 218 متر .

### المساحة
تقدر مساحة الجماعة ب 110 كلم مربع . معظمها على شكل أراضي زراعية و مراعي مفتوحة ، حيث لا تتوفر الجماعة على مناطق غابوية بالرغم من توفرها على العديد من الأنهار و المسطحات المائية التي تشكل محطة مهمة للطيور المهاجرة .

### الشريط الساحلي
تتوفر الجماعة على شريط ساحلي بطول 8.7 كيلومتر مطل على المحيط الأطلسي ، و تنتشر الشواطئ الرملية على طول هذا الساحل . كما تتواجد عليه ثلاث قرى هي : تندافل و الدمينة و العقبة .

### الموارد المائية
تتوفر الجماعة انطلاقا من موقعها على حافة المحيط الأطلسي على شبكة مهمة من الأنهار و المجاري المائية و يتعلق الأمر بأنهار :
الحومر - الريحان - وادي الرمل - دريدرة - السبت و النخلة .

## التاريخ
خلال الفتح الإسلامي ، كانت منطقة الساحل الشمالي تابعة لقبيلة بني زياد الهوارية ، و التي أطلق عليها فيما بعد هوارة الساحل و هي التسمية التي اشتق منها تسمية الساحل الحالية . و كما حدث مع معظم قبائل المنطقة ، هاجر المئات من أبناء المنطقة إلى الأندلس خلال السنين الأولى للفتح .
ابتداء من القرن الثالث الهجري ارتبط تاريخ الساحل الشمالي بتاريخ مدينة (الحمر) ، و هي مدينة قام بإنشائها الأمير علي بن محمد بن إدريس الحسني الشهير ب (علي حيدرة) الذي دام حكمه بين (221 - 234ه) ، لتكون مركزا حضريا يربط مدينة أصيلة بمدينة تشومس .
عرفت مدينة الحمر تطورا عمرانيا كبيرا خلال القرون الموالية و قصدها التجار من الأندلس و قد كانت المدينة من أهم مراكز نسيج الكتان بالمغرب و من أهم أسواق العنب و الزبيب بالناحية الشمالية.
بعد الاحتلال البرتغالي لمدينة أصيلة ، بدأت مدينة الحمر بفقد أهميتها الاجتماعية و الاقتصادية بالتدريج بعد ضياع مينائها التجاري المتمثل في أصيلة ، كما بدأ سكان المدينة بإخلائها خوفا من أي هجوم متوقع من طرف البرتغاليين ، في حين أصبحت المدينة رباطا و قلعة جهادية حصينة لمواجهة المد البرتغالي . و قد نجح مجاهدوا مدينة الحمر على مدى قرن من الزمن في مواجهة البرتغاليين و حصر نفوذهم على مدينة أصيلة .
خلال القرنين السادس عشر و السابع عشر تقاطرت على المنطقة مئات الأسر الأندلسية الفارة من جحيمي التنصير و التعذيب في البرتغال و من بعض قرى جبال البشارات ، و لعل الهجرة الجماعية لأهالي قرية بني مسلم من جبال البشارات بضواحي جيان إلى منطقة الساحل الشمالي من أبرز هذه الهجرات الجماعية . و قد قام هؤلاء المهاجرين الأندلسيين بإنشاء عدة قرى في المنطقة و يتعلق الأمر بقرى : مجلاو - بني مسلم - بني ونين - حسناوة - دشر قلال - بني مالك - دشر غانم و العقبة .
بعد عملية استرداد مدينة أصيلة استمرتمدينة الحمر بفقدان أهميتها و سكانها لتصبح آخر المطاف في مصاف القرى ، بل ساعدت الهجرات الأندلسية المتعاقبة مدشر بوفراح على أن يستعيد مكانة الحمر سابقا ، حيث مكنه ازدياد حجم سكانه و مساحته الهائلين على أن يصبح مركز منطقة الساحل الشمالي بدون منازع .